# Elektrownia podgórska

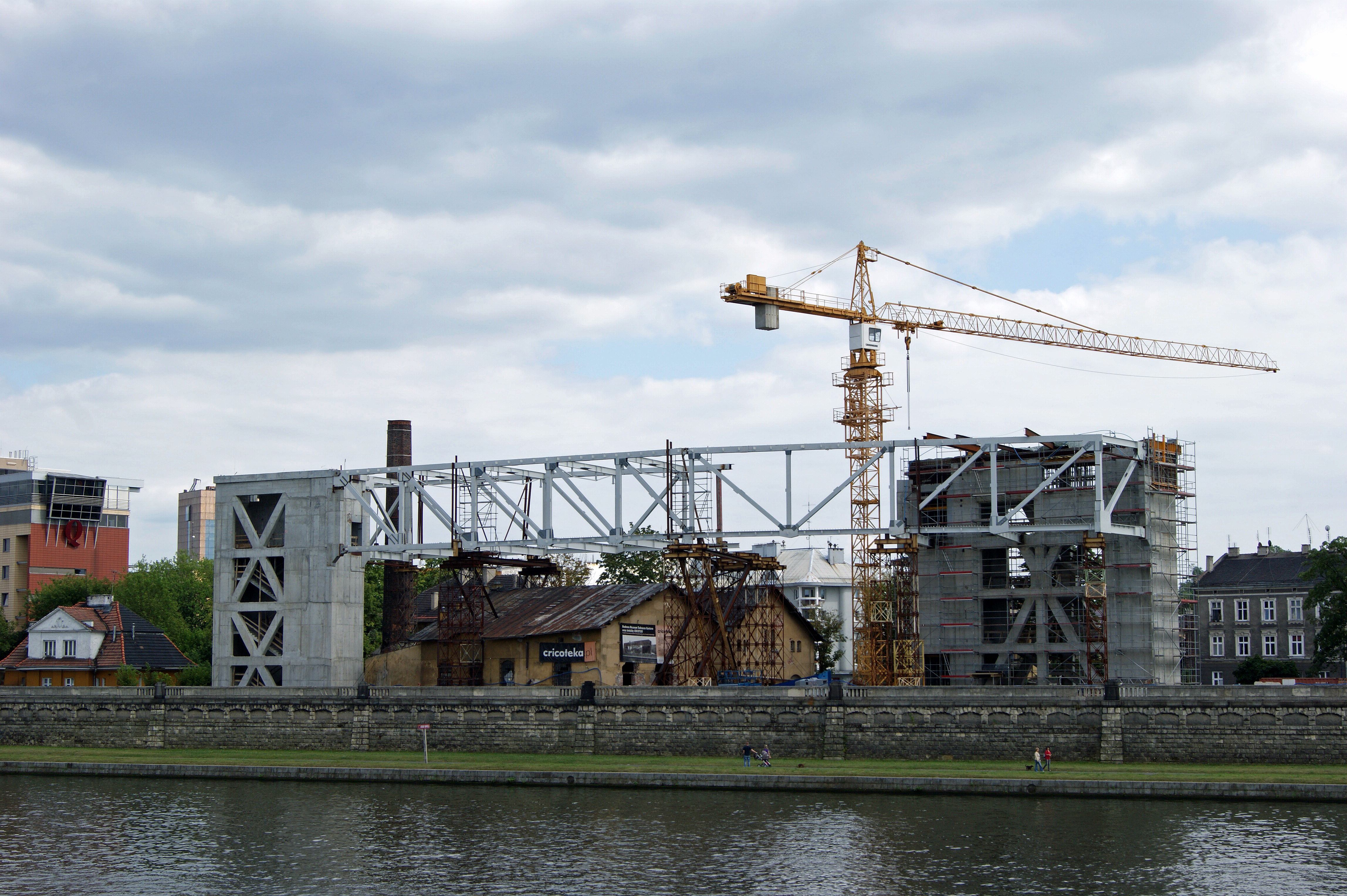
Budowa Muzeum Tadeusza Kantora

Elektrownia podgórska – wybudowana w latach 1899-1900 jako elektrownia komunalna miasta Podgórze, znajdująca się przy ul. Nadwiślańskiej 4.

## Historia
Kompleks elektrowni komunalnej składał się z hal: generatorni, akumulatorni i kotłowni oraz dwukondygnacyjnego budynku mieszkalnego. Kotłownię łączył specjalny kanał kominowy ze stojącym na zewnątrz na osobnej podstawie kominem. Maszyny i urządzenia elektrowni zakupiono w firmie Františka Křižika z Pragi. Zostały zainstalowane trzy maszyny parowe, trzy prądnice prądu stałego oraz bateria akumulatorów. Moc przyłączeniowa wynosiła 0,64 MW.
Po wybudowaniu elektrowni w Podgórzu już w marcu 1900 r. uruchomiono elektryczne oświetlenie uliczne. Elektrownia dostarczała prąd dla podgórskich zakładów przemysłowych, urzędów, szpitali, miejskiej hali targowej i chłodni oraz gospodarstw domowych.
Po połączeniu Podgórza z Krakowem w 1915 r. nastąpiło scalenie elektrowni podgórskiej z krakowską i w konsekwencji zamknięcie elektrowni podgórskiej. Po kasacji urządzeń elektrycznych budynki adaptowano w 1926 r. na Miejski Dom Noclegowo-Kąpielowy dla bezdomnych. Budynki pełniły później funkcje przychodni z poradnią przeciwgruźliczą i skórno-wenerologiczną. W czasie II wojny światowej Niemcy wykorzystywali dawne pomieszczenia łaźni z komorą dezynfekcyjną do przygotowywania transportów więźniów do obozów. 
Budynki elektrowni zostały zaadaptowane na muzeum Tadeusza Kantora. W 2006 r. został ogłoszony konkurs na muzeum Tadeusza Kantora a we wrześniu 2006 r. wybrano zwycięski projekt. Zarząd Województwa Małopolskiego podjął 6 listopada 2009 r. Uchwałę Nr 1256/09 w sprawie wyboru do dofinansowania projektu pn. „Budowa Muzeum Tadeusza Kantora oraz siedziby Ośrodka Dokumentacji Sztuki Tadeusza Kantora – CRICOTEKA”. Uroczyste otwarcie kompleksu muzealnego, do którego zostały wkomponowane dawne budynki elektrowni, odbyło się 12 września 2014 r. Kompleks muzealny jest jednym z charakterystycznych budowli górujących nad Bulwarem Podolskim.
Elektrownia podgórska jest jednym z obiektów na trasie Krakowskiego Szlaku Techniki.